# الورنیا
الورنیا (به لاتین: Alwernia) یک شهر در لهستان است که در Gmina Alwernia واقع شده‌است.

## خصوصیات
الورنیا ۸٫۸۷ کیلومترمربع مساحت و ۳٬۴۰۶ نفر جمعیت دارد و ۳۱۲ متر بالاتر از سطح دریا واقع شده‌است.